# فاتو كوليبالي
تيغنو فالي فاتو كوليبالي (مواليد 13 فبراير 1987) هي لاعبة كرة قدم إيفوارية محترفة تلعب لنادي الدوري السعودي الدرجة الأولى للسيدات يونايتد إيغلز. كانت ضمن تشكيلة منتخب ساحل العاج في كأس العالم للسيدات 2015.

## روابط خارجية
- فاتو كوليبالي – سجل منافسات الفيفا
- الملف الشخصي في الاتحاد الإيفواري لكرة القدم (بالفرنسية)